# Shōtei Hokuju
Shōtei Hokuju (昇亭北寿) est un graveur japonais d'estampes de style ukiyo-e né en 1763 et mort en 1824, principalement actif entre 1789 et 1818 à Edo. Il fut un des meilleurs élèves de Hokusai et se spécialisa dans le style occidental.

## Style et particularités
Laurance P. Roberts dit de lui qu'il est « spécialisé dans des paysages très originaux, conçus avec des nuages stylisés et des montagnes presque cubistes, restitués de manière légèrement occidentale ».
Il est connu pour s'être intéressé aux techniques occidentales dont notamment la perspective occidentale qu'il contribue à introduire dans l'ukiyo-e. Toutefois, s'il use de la perspective à de nombreuses reprises, le peu de connaissance ne lui permet pas de la maîtriser parfaitement (l'accès aux techniques occidentales est alors limité, voire prohibé) et ainsi beaucoup de ses estampes, notamment en environnement citadin présentent des défauts plus ou moins visibles, le point de fuite nécessaire n'étant souvent pas clairement défini.
En résulte un style plein de singularités inhabituelles dans l'art japonais, telles que le caractère presque cubiste de beaucoup de ses reliefs qui se découpent en formes géométriques triangulaires, loin de la tradition picturale européenne et même japonaise qu'il rejoint pourtant dans les formes de ses nuages stylisés ou en volutes telles qu'on peut les retrouver chez Hokusai. Autre détail important que met en place Hokuju dans ses estampes est l'ombre de ses personnages sur la route, chose qu'il sera l'un des seuls (voire peut-être le seul) à inclure dans ses estampes paysagères, les ombres n'étant habituellement jamais présentes dans l'ukiyo-e.
Une des principales singularités de son œuvre est qu'elle est composée presque exclusivement de paysages. Néanmoins, on lui connaît l'illustration d'au moins un livre, la réalisation de quelques surimono, ainsi que d'autres estampes isolées.

## Galerie

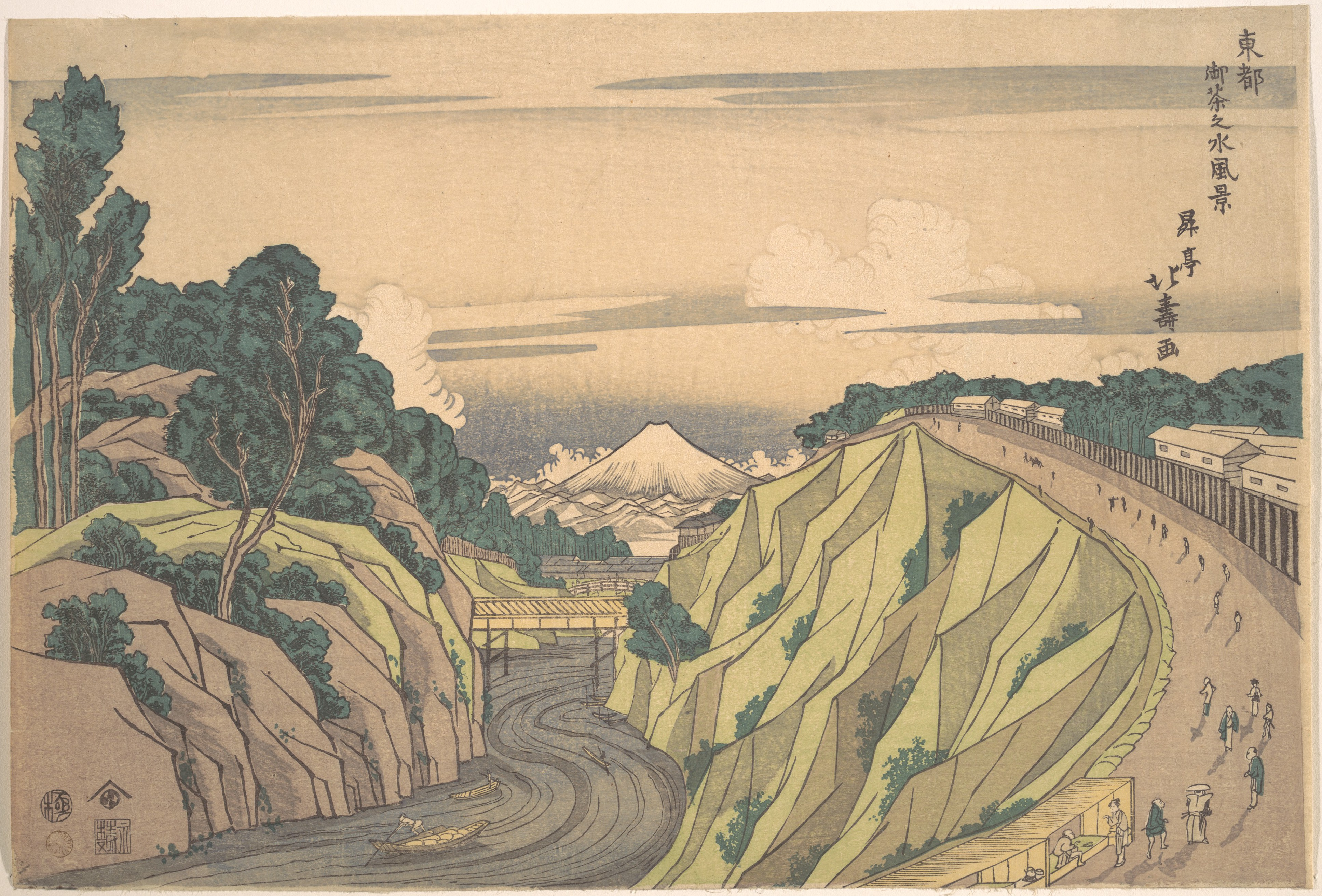
Vue d'Ochanomizu à Edo
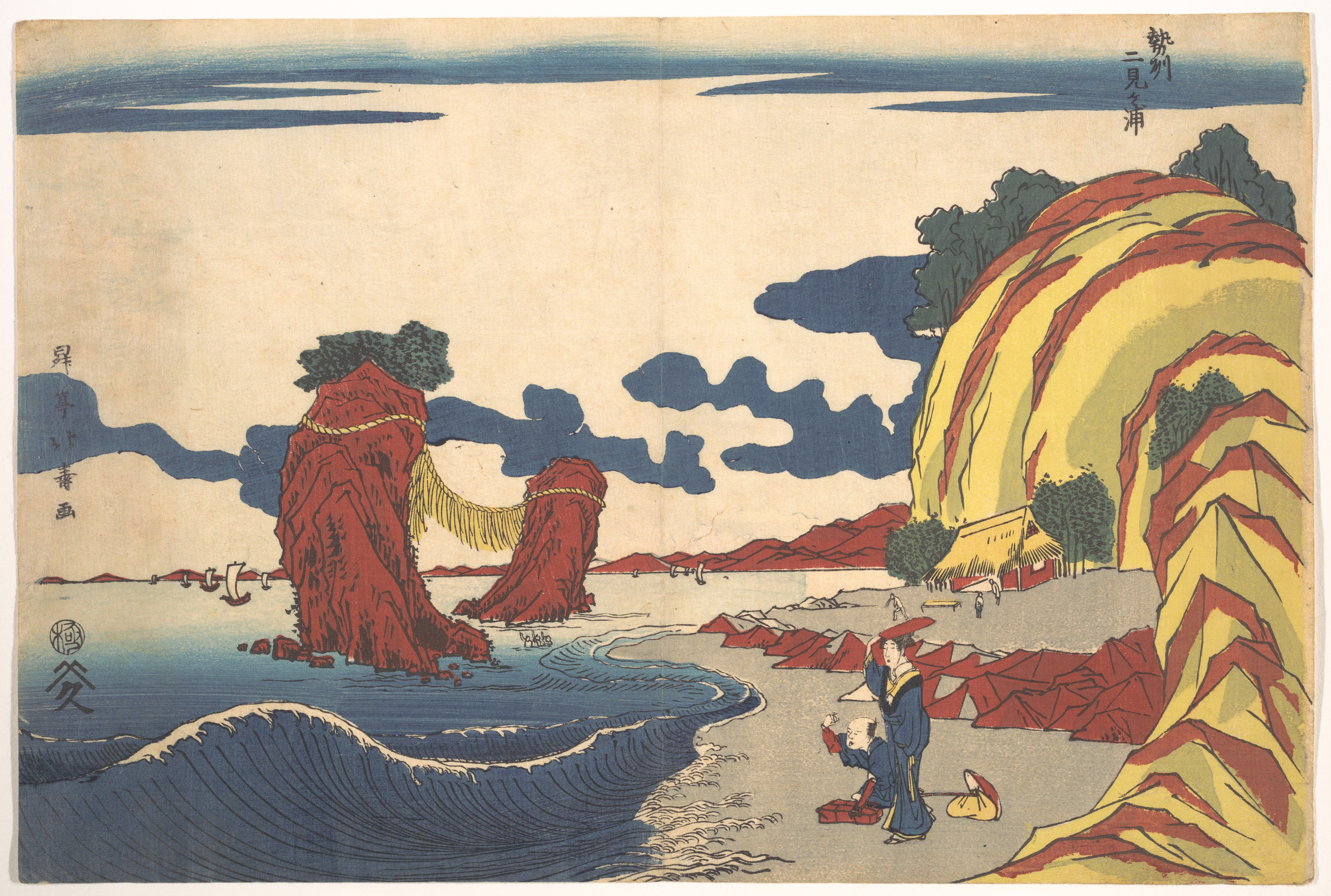
Vue de la plage des rochers mariés à Ise (Seishu Futami ga Ura)
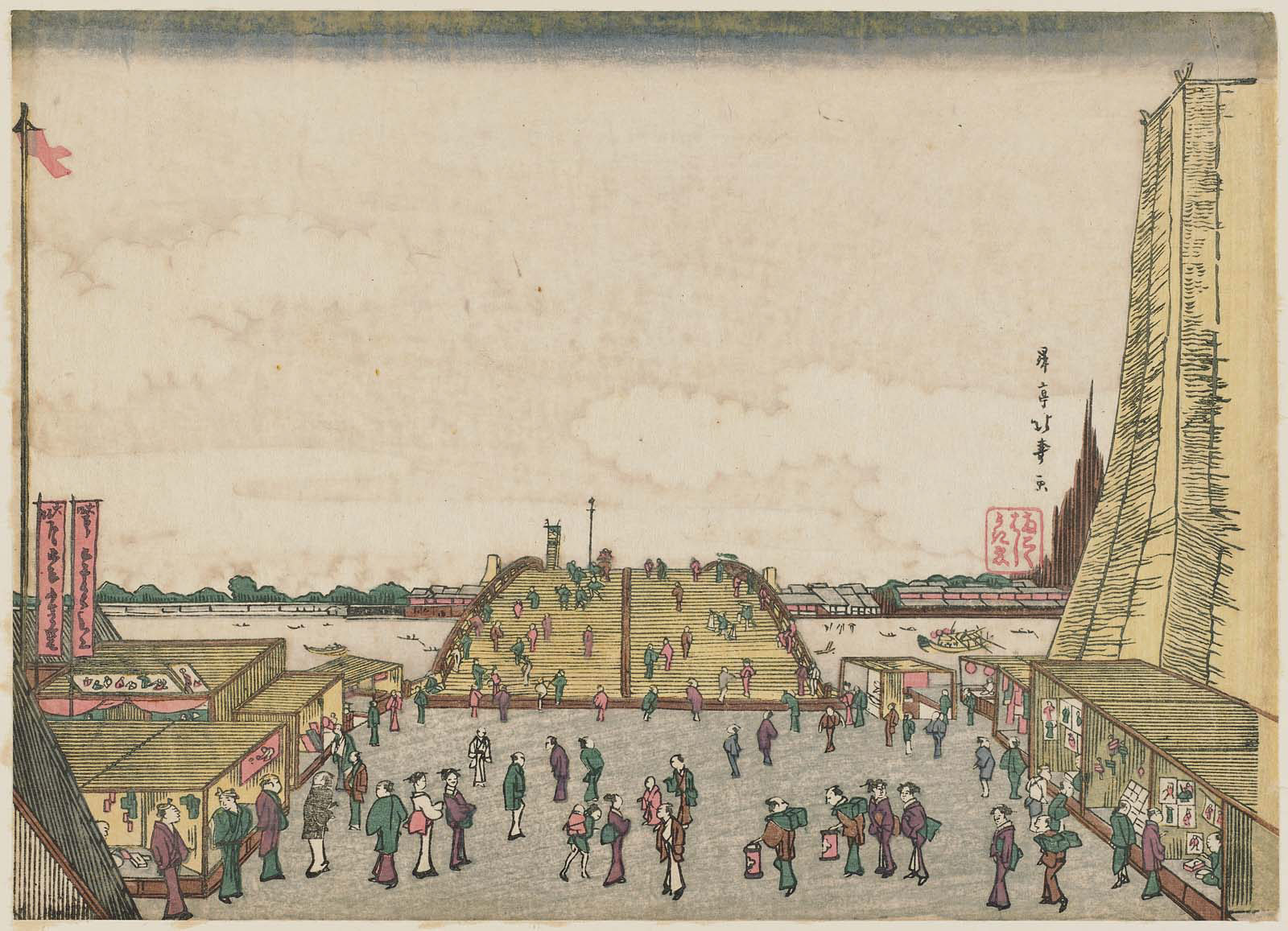
Vue en perspective du pont Ryôgoku (cette estampe sera copiée par Kunisada pour l'une de ses bijin-ga sur fond de vue célèbre d'Edo (江戸名所之内) en 1843.
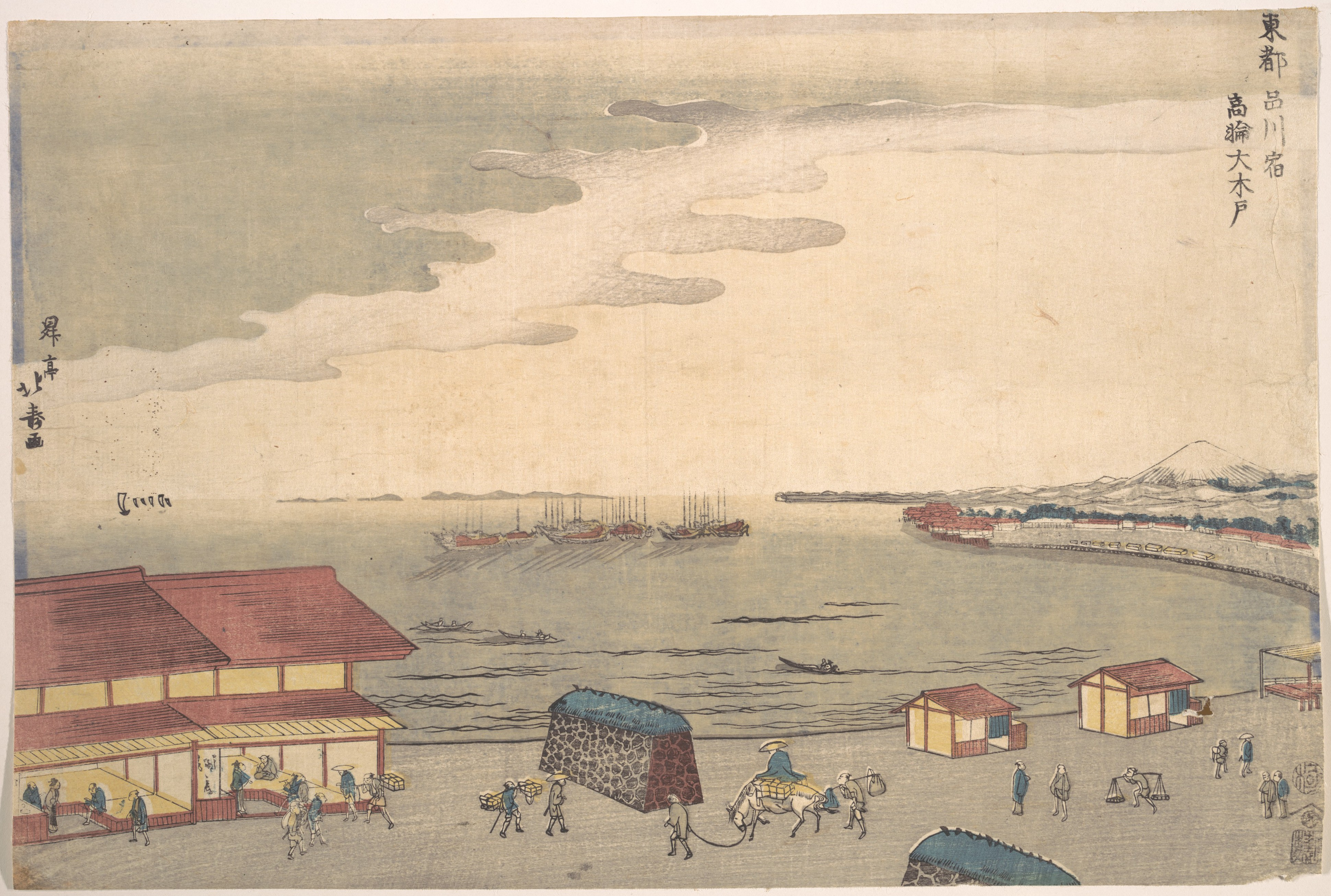
Scène côtière à Takanawa, Edo
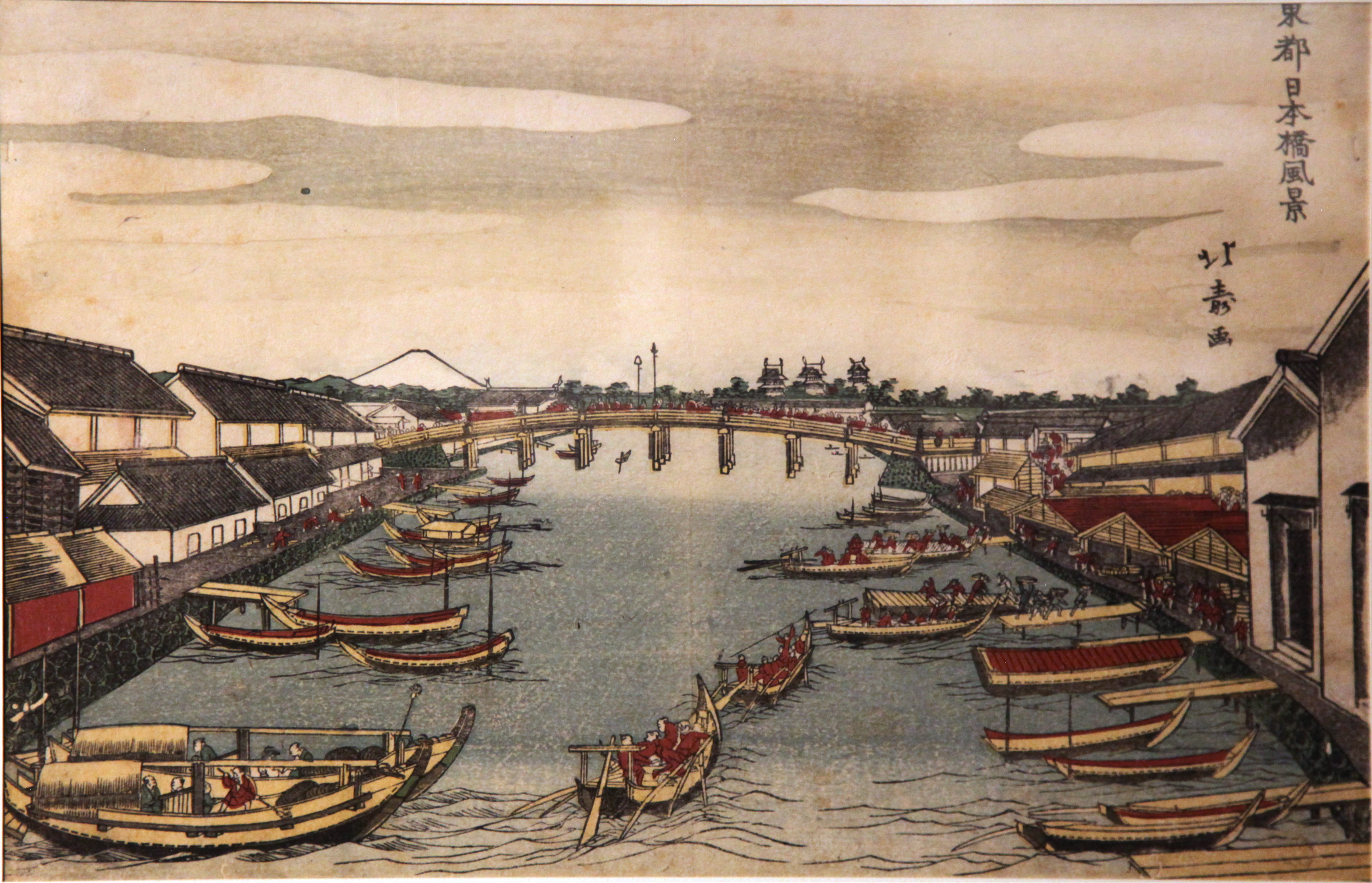
Vue du pont de Nihonbashi à Edo
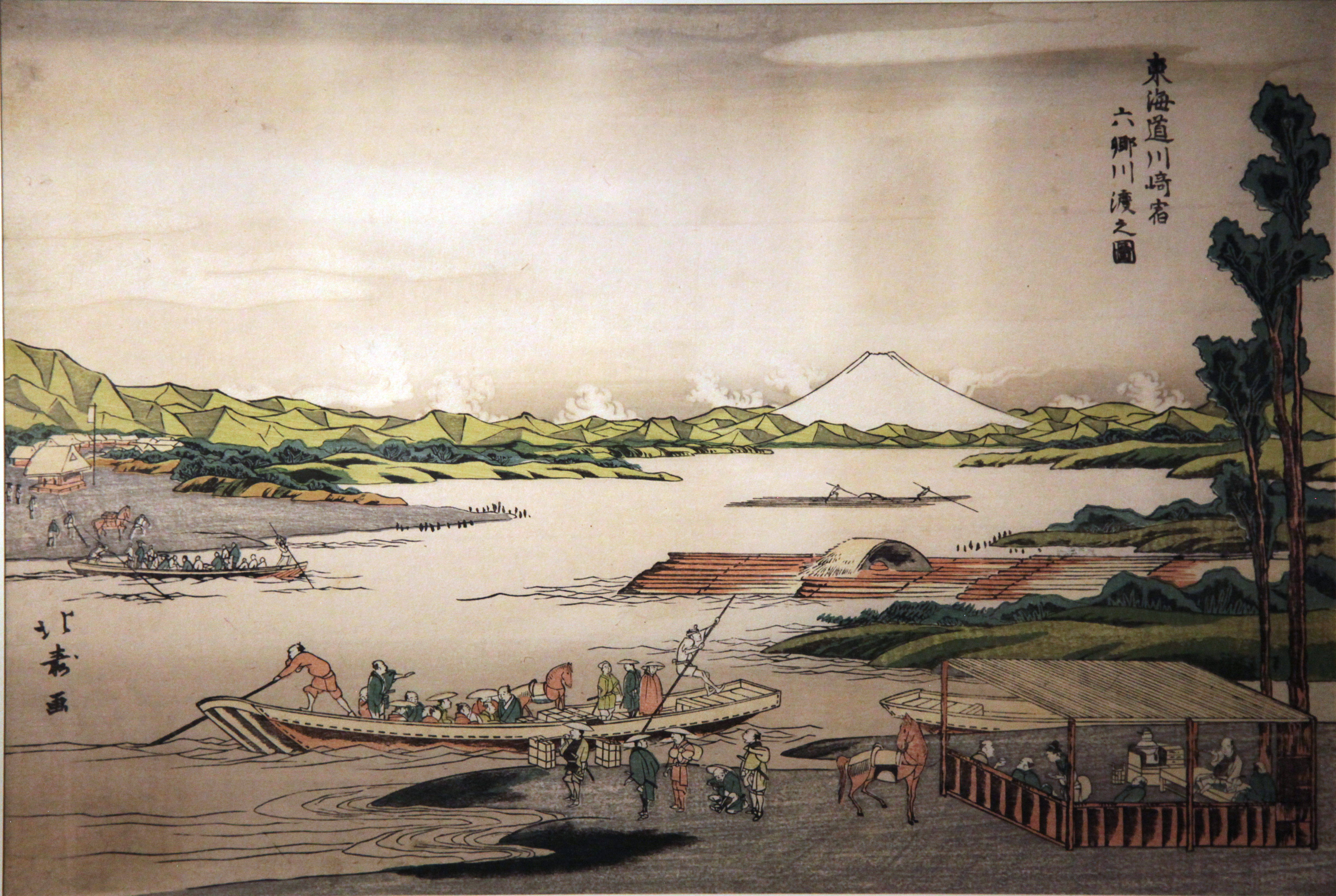
Près de Kawasaki, une auberge de Tôkaido; Rivière Rokugo
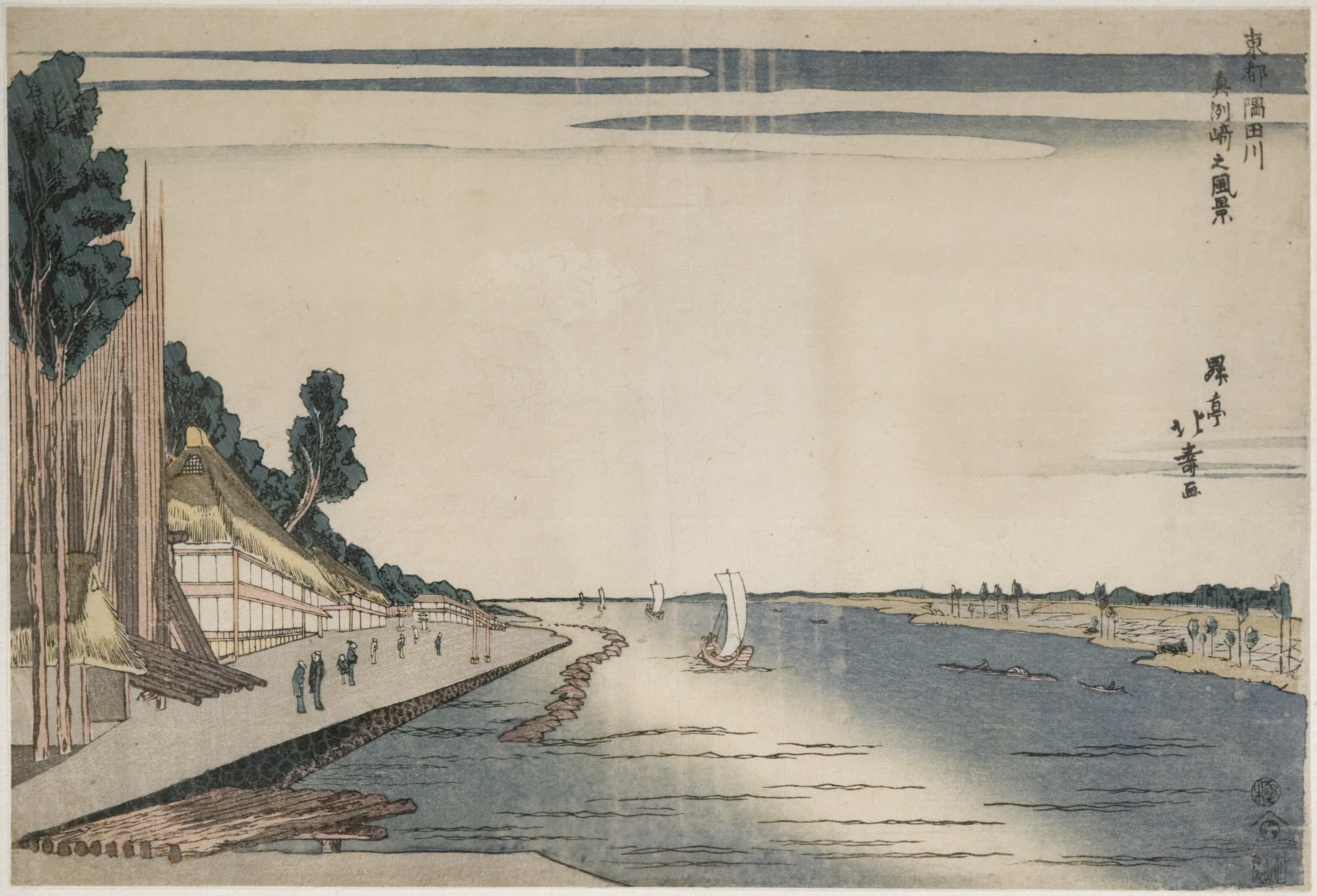
Vue panoramique (fukei) de Matsusaki, au bord de la rivière Sumida, à Edo
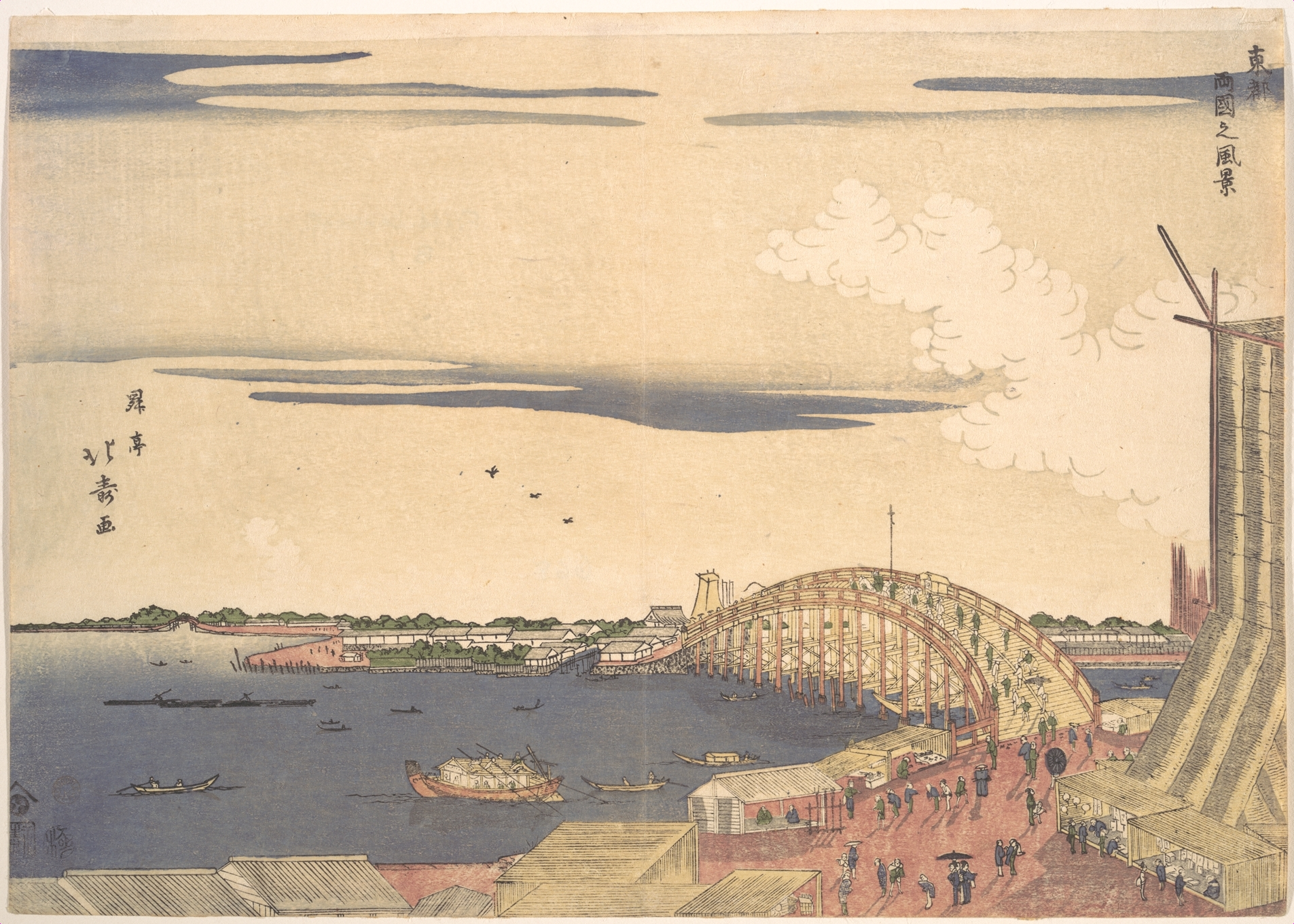
Vue du pont Ryôgoku à Edo